# Consonante pulmonar
Una consonante pulmonar es una consonante producida por presión de aire de los pulmones, en contraposición a ejectiva, implosiva y chasquido consonántico.
La mayoría de lenguas solo tienen consonantes pulmonares. Ian Maddieson, en su encuesta de 566 lenguas, encontró que sólo 152 tenían ejectivas, implosivas, o clics (o dos o tres de estos tipos) – eso es, el 73% de las lenguas existentes del mundo tienen sólo consonantes pulmonares. Ver consonantes glotales y consonantes de clic para más información en la distribución de consonantes no-pulmonares.